# Charleroi
Město Charleroi (valonsky Tchålerwè) se nachází v belgické provincii Henegavsko (francouzsky Hainaut) 50 km jižně od Bruselu na řece Sambre. Žije zde přibližně 204 tisíc obyvatel. Charleroi je nejlidnatější obec ve Valonsku a třetí největší v Belgii.
Od 1. ledna 1977, kdy v Belgii vstoupil v platnost zákon o slučování obcí, se obec Charleroi skládá z 15 bývalých obcí, a sice Charleroi, Couillet, Dampremy, Gilly, Gosselies, Goutroux, Jumet, Lodelinsart, Marchienne-au-Pont, Marcinelle, Monceau-sur-Sambre, Mont-sur-Marchienne, Montignies-sur-Sambre, Ransart a Roux.
Tyto obce představuje 15 čtverců na městském znaku.
Charleroi je významným průmyslovým centrem. Z průmyslových odvětví jsou nejdůležitější hutnictví železa a oceli, sklářství, chemický průmysl, elektronika a letecký průmysl. Do roku 1984 se v okolí Charleroi těžilo černé uhlí, a proto byla tato oblast označována jako „Pays Noir“ („Černá země“). V okolí města dnes nalezneme struskové haldy.

## Historie

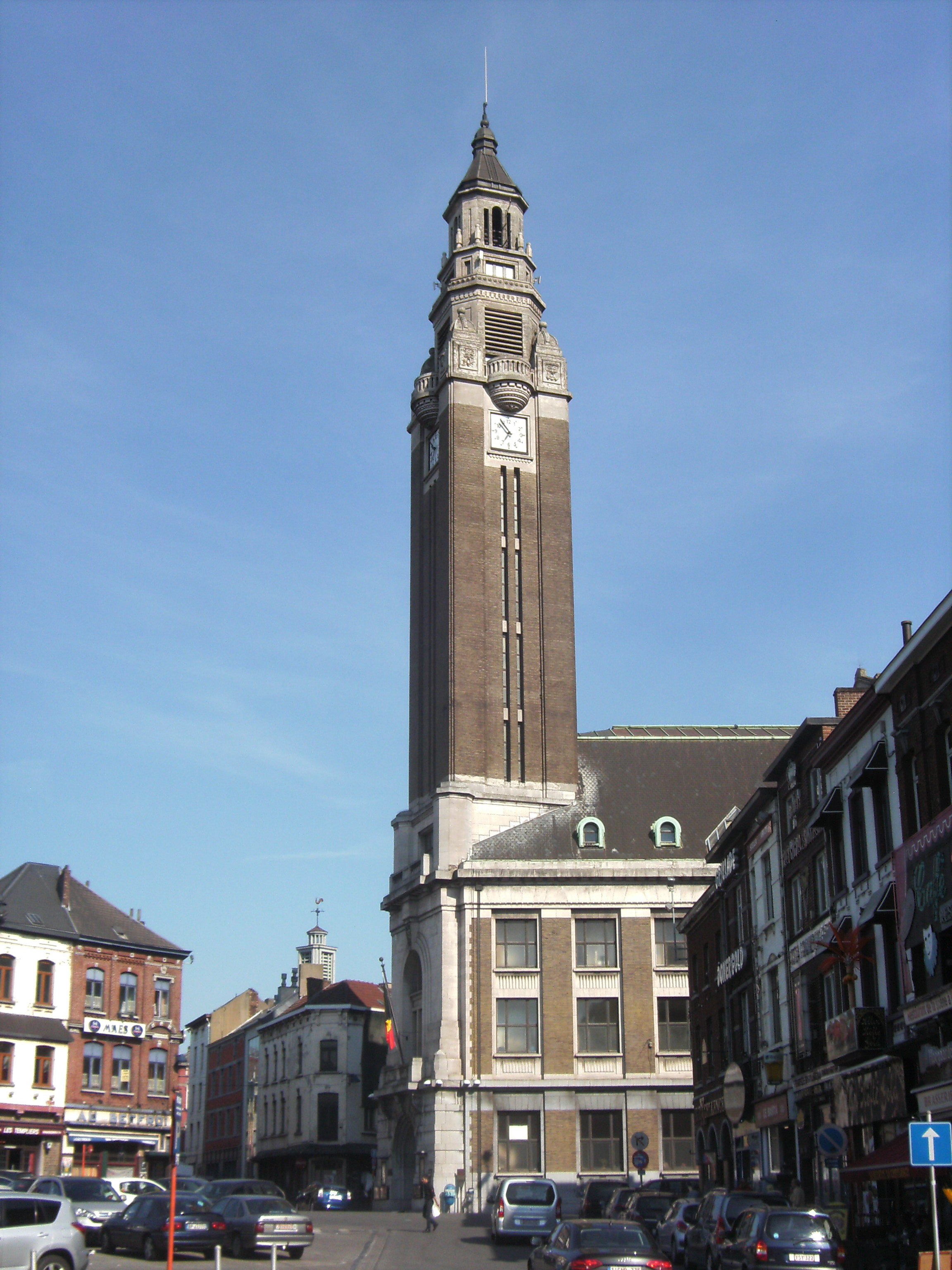
Zvonice v Charleroi, zapsaná do Seznamu světového dědictví UNESCO

Charleroi je oproti jiným belgickým městům poměrně mladé – založeno bylo až roku 1666, kdy byla poblíž vesnice Charnoy vybudována pevnost s půdorysem ve tvaru hvězdy.
V té době vládli oblasti dnešní Belgie španělští Habsburkové. Pevnost měla chránit jejich území před možnými útoky vojsk francouzského krále Ludvíka XIV. a byla pojmenována po španělském králi Karlu II.
Již roku 1667 však bylo území zabráno Francouzi. Pod francouzskou nadvládou se město rozvíjelo, nicméně roku 1678 byla podepsána Nijmegenská smlouva, podle které oblast připadla opět Španělsku.
Později Francouzi město opakovaně obléhali a útočili na něj (v letech 1693, 1746 a 1794). 26. června 1794 došlo k bitvě u Fleurus, ve které Francouzi zvítězili proti vojskům Velké Británie, Rakouska a Hannoverska. Po této události se území dnešní Belgie stalo až do roku 1815 součástí Francie.
V 19. století bylo město ovlivněno průmyslovou revolucí a stalo se důležitým centrem hutnictví a sklářství. Jeho rozvoji napomáhala jeho příznivá poloha v oblasti bohaté na černé uhlí.
Z hlediska dopravy bylo důležité vybudování kanálu spojujícího Charleroi s Bruselem. Jeho stavba započala roku 1827 a k jeho uvedení do provozu došlo roku 1832.
Stavba kanálu byla technicky velice náročná, jelikož obě města leží v údolích řek (Charleroi v údolí Mázy a Brusel v údolí Šeldy) a terén mezi nimi je poměrně kopcovitý. Kanál výrazně zkrátil cestu lodím plujícím z Charleroi nejen do Bruselu, ale i do Antverp, neboť v té době již existoval kanál spojující Antverpy s Bruselem.
Spolu s rozvojem průmyslu se zvyšoval počet obyvatel (roku 1809 žilo ve městě 4503 obyvatel, roku 1910 již 28 083) a v roce 1867 byly zbourány městské hradby.
Na začátku první světové války německá vojska napadla Francii obchvatem přes Belgii. Na území Belgie došlo k několika bitvám; jednou z nich byla 21. srpna 1914 bitva u Charleroi, ve které německé jednotky zvítězily nad Francouzi.
V posledních desetiletích 20. století postupně klesala prosperita tradičních průmyslových odvětví, jako jsou těžba uhlí, hutnictví a sklářství. Jedním z důvodů byla konkurence, kterou představovalo levnější zboží z ciziny. Uhelné doly byly postupně zavírány (poslední z nich roku 1984). Dnes se v Charleroi rozvíjejí nová průmyslová odvětví jako chemický průmysl, elektronika a letecký průmysl zastoupený společností SONACA vyrábějící např. některé součástky k raketám Ariane a k letounům Airbus a jedním ze závodů společnosti SABCA.

## Centrum
Centrum Charleroi se dělí na Horní a Dolní město.
Jádrem Horního města je náměstí Karla II. (Place Charles II), na kterém se nachází neoklasická radnice z roku 1936. V radnici nalezneme Muzeum Julesa Destréeho (Musée Jules Destrée) a Muzeum krásných umění (Musée des Beaux-Arts). Dolní město se rozprostírá v okolí náměstí Alberta I. (Place Albert Ier), které je obchodním centrem Charleroi.

## Muzea

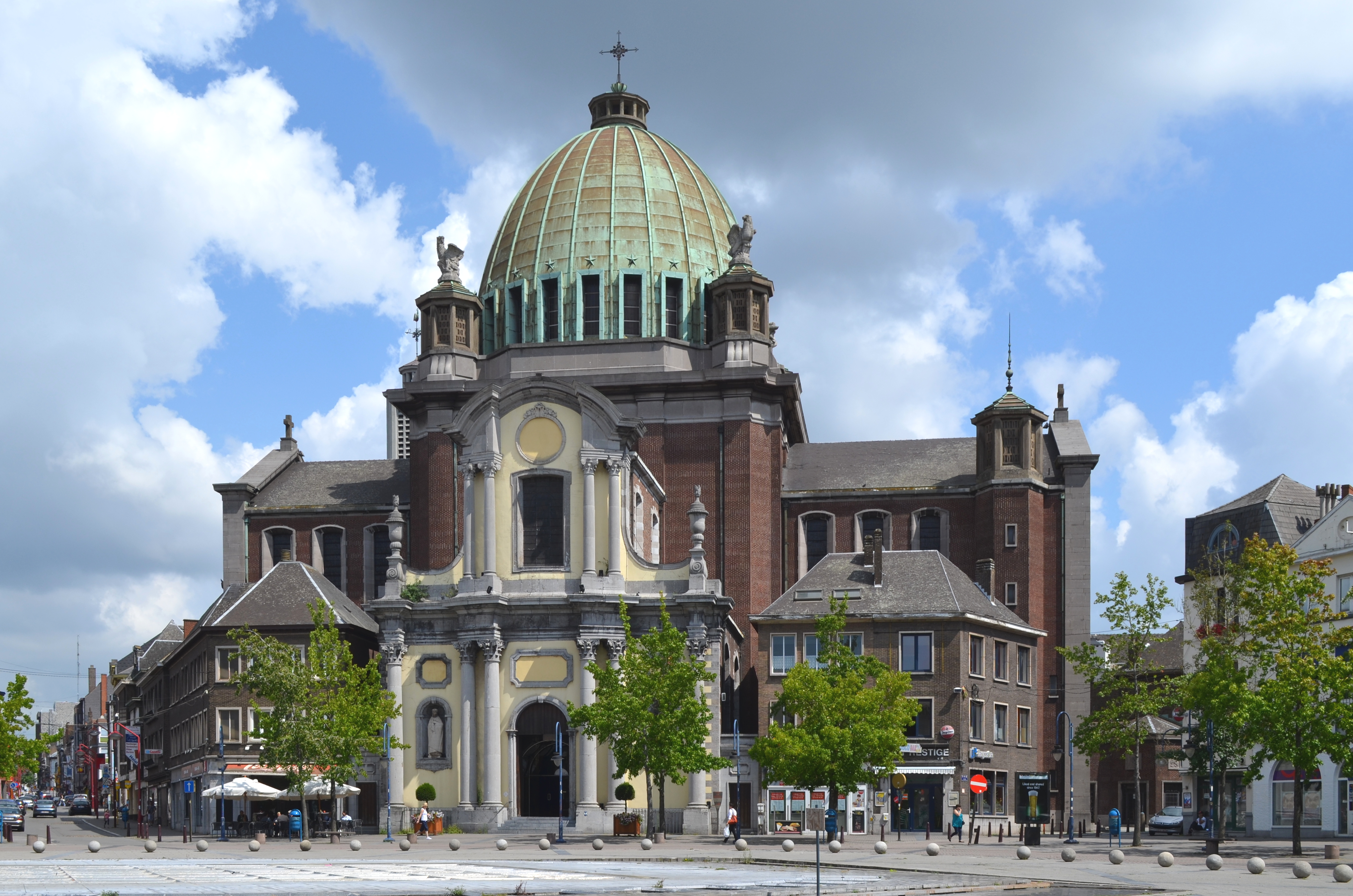
Kostel sv Kryštofa

- Muzeum skla (Musée du verre)  Archivováno 24. 4. 2006 na Wayback Machine.
- Muzeum krásných umění (Musée des Beaux-Arts)  Archivováno 24. 4. 2006 na Wayback Machine.
- Muzeum fotografie (Musée de la photographie)
- Archeologické muzeum (Musée archéologique)
- Muzeum Julesa Destréeho (Musée Jules Destrée)  Archivováno 24. 4. 2006 na Wayback Machine.

## Doprava

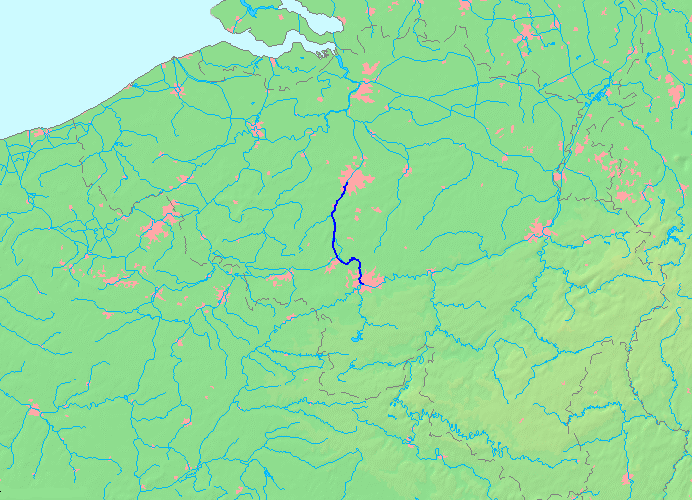
Znázornění kanálu spojujícího Charleroi a Brusel na mapě Belgie

- Hromadnou dopravu (tj. městské autobusy a 3 trasy lehkého metra) zajišťuje valonská společnost TEC (Transport En Commun).
- Železniční dopravu v rámci Belgie zajišťuje společnost SNCB (Société nationale des chemins de fer belges). Nejdůležitějším vlakovým nádražím ve městě je Charleroi-Central (do roku 2022 se nazývalo Charleroi-Sud).[2]
- V Charleroi se nachází letiště Charleroi Brusel Jih (Charleroi Bruxelles-Sud). Pokud jde o osobní přepravu, jedná se o největší letiště ve Valonsku a druhé největší v Belgii.

## Sport
Fotbalové kluby
- FC Charleroi
- R. Charleroi SC[3]
- ROC de Charleroi-Marchienne[4]

## Komiks
Charleroi je bývá označováno za kolébku belgického komiksu, a to zejména díky kreslířům tzv. „marcinelleské školy“, jejichž komiksy vycházely v nakladatelství Jeana Dupuise. Mezi nejznámější komiksy patří např. Spirou a Fantasio, Marsupilami, Lucky Luke nebo Boule a Bill.

## Partnerská města
- Casarano, Itálie
- Doneck, Ukrajina
- Follonica, Itálie
- Himedži, Hjógo, Japonsko
- Hirson, Francie
- Charleroi, Pensylvánie, USA
- Manoppello, Itálie
- Pittsburgh, USA
- Saint-Junien, Francie
- Sélestat, Francie
- Schramberg, Německo
- Waldkirch, Německo